# Aandu
Aandu – wieś w Estonii, prowincji Rapla, w gminie Kohila.